# Gamış Dağı
Gamış Dağı (armeniska: Գյամիշ Լեռ, Gyamish Lerr, Gomshasar Lerr, Գոմշասար Լեռ) är ett berg i Azerbajdzjan.   Det ligger i distriktet Goranboj, i den västra delen av landet, 300 km väster om huvudstaden Baku. Toppen på Gamış Dağı är 3 729 meter över havet.
Terrängen runt Gamış Dağı är huvudsakligen bergig, men den allra närmaste omgivningen är kuperad. Gamış Dağı är den högsta punkten i trakten. Runt Gamış Dağı är det ganska glesbefolkat, med 32 invånare per kvadratkilometer.. Närmaste större samhälle är Aterk, 19,0 km sydost om Gamış Dağı. 
Trakten runt Gamış Dağı består i huvudsak av gräsmarker.